# Schweizer Alpine Skimeisterschaften 2008
Die Schweizer Alpinen Skimeisterschaften 2008 sollten ursprünglich vom 16. bis 20. März 2008 auf dem Pizol stattfinden. Aufgrund schlechter Pisten- und Wetterbedingungen konnten dort nur die Super-G-Rennen ausgetragen werden. Riesenslaloms und Slaloms wurden zwischen dem 27. und 30. März in Davos und Splügen nachgeholt, die Super-Kombination der Herren am 3. April in Zinal. Beide Abfahrten und die Super-Kombinationen der Damen ersatzlos gestrichen.

## Herren

### Super-G
| Platz | Name                        | Zeit        |
| ----- | --------------------------- | ----------- |
| 01    | Didier Cuche                | 1:50,45 min |
| 02    | Ambrosi Hoffmann            | 1:50,74 min |
| 03    | Tobias Grünenfelder         | 1:51,10 min |
| 04    | Cornel Züger                | 1:51,25 min |
| 05    | Carlo Janka                 | 1:51,76 min |
| 06    | Bernhard Matti              | 1:51,86 min |
| 07    | Renzo Valsecchi             | 1:51,88 min |
| 08    | Johannes Stehle (GER)       | 1:51,98 min |
| 09    | Olivier Brand               | 1:52,17 min |
| 10    | Massimiliano Blardone (ITA) | 1:52,32 min |
|       | Vitus Lüönd                 | 1:52,32 min |

Datum: 19. März 2008

Ort: Pizol

### Riesenslalom
| Platz | Name                 | Zeit        |
| ----- | -------------------- | ----------- |
| 01    | Daniel Albrecht      | 1:43,12 min |
| 02    | Marc Gini            | 1:43,38 min |
| 03    | Didier Cuche         | 1:44,00 min |
| 04    | Carlo Janka          | 1:44,10 min |
| 05    | Sandro Viletta       | 1:44,39 min |
| 06    | Olivier Brand        | 1:44,59 min |
| 07    | Philipp Schmid (GER) | 1:44,79 min |
| 08    | Ralf Kreuzer         | 1:45,09 min |
| 09    | Bernhard Matti       | 1:45,20 min |
| 10    | Cornel Züger         | 1:45,25 min |

Datum: 29. März 2008

Ort: Davos

### Slalom
| Platz | Name                      | Zeit        |
| ----- | ------------------------- | ----------- |
| 01    | Daniel Albrecht           | 1:38,68 min |
| 02    | Sandro Viletta            | 1:38,95 min |
| 03    | Christian Wanninger (GER) | 1:39,14 min |
| 04    | Marc Gini                 | 1:39,99 min |
| 05    | Ruedi von Känel           | 1:40,15 min |
| 06    | Mauro Caviezel            | 1:40,22 min |
| 07    | Vitus Lüönd               | 1:40,83 min |
| 08    | Dimitri Cuche             | 1:40,99 min |
| 09    | Sandro Boner              | 1:41,89 min |
| 10    | Jonas Fravi               | 1:41,90 min |

Datum: 30. März 2008

Ort: Davos

### Super-Kombination
| Platz | Name                | Zeit        |
| ----- | ------------------- | ----------- |
| 01    | Marc Gini           | 1:57,70 min |
| 02    | Beat Gafner         | 1:57,99 min |
| 03    | Carlo Janka         | 1:58,03 min |
| 04    | Sandro Viletta      | 1:58,09 min |
| 05    | Patrick Küng        | 1:58,11 min |
| 06    | Kryštof Krýzl (CZE) | 1:58,86 min |
| 07    | Jonas Fravi         | 1:59,16 min |
| 08    | Ralf Kreuzer        | 1:59,30 min |
| 09    | Vitus Lüönd         | 1:59,44 min |
| 10    | Gioele Fiori        | 1:59,54 min |

Datum: 3. April 2008

Ort: Zinal

## Damen

### Super-G
| Platz | Name                 | Zeit        |
| ----- | -------------------- | ----------- |
| 01    | Fränzi Aufdenblatten | 1:55,27 min |
| 02    | Dominique Gisin      | 1:56,10 min |
|       | Martina Schild       | 1:56,10 min |
| 04    | Nadja Kamer          | 1:56,13 min |
| 05    | Monika Dumermuth     | 1:56,31 min |
| 06    | Nadia Styger         | 1:56,65 min |
| 07    | Andrea Dettling      | 1:57,03 min |
| 08    | Denise Feierabend    | 1:57,43 min |
| 09    | Fabienne Suter       | 1:57,55 min |
| 10    | Jasmin Rothmund      | 1:58,33 min |

Datum: 19. März 2008

Ort: Pizol

### Riesenslalom
| Platz | Name                    | Zeit        |
| ----- | ----------------------- | ----------- |
| 01    | Fränzi Aufdenblatten    | 1:53,77 min |
| 02    | Verena Höllbacher (AUT) | 1:53,85 min |
| 03    | Fabienne Suter          | 1:53,86 min |
| 04    | Chemmy Alcott (GBR)     | 1:54,09 min |
| 05    | Monika Dumermuth        | 1:54,29 min |
| 06    | Pascale Berthod         | 1:54,46 min |
| 07    | Nadia Styger            | 1:54,49 min |
| 08    | Andrea Dettling         | 1:54,59 min |
| 09    | Alexandra Daum (AUT)    | 1:55,14 min |
|       | Rabea Grand             | 1:55,14 min |

Datum: 27. März 2008

Ort: Splügen

### Slalom
| Platz | Name                 | Zeit        |
| ----- | -------------------- | ----------- |
| 01    | Aita Camastral       | 1:37,65 min |
| 02    | Sandra Gini          | 1:38,09 min |
| 03    | Rabea Grand          | 1:38,20 min |
| 04    | Aline Bonjour        | 1:38,59 min |
| 05    | Marianne Abderhalden | 1:38,61 min |
| 06    | Michaela Nösig (AUT) | 1:39,04 min |
| 07    | Pascale Berthod      | 1:39,23 min |
|       | Marina Nigg (LIE)    | 1:39,23 min |
| 09    | Jessica Pünchera     | 1:39,30 min |
| 10    | Cornelia Städler     | 1:39,31 min |

Datum: 28. März 2008

Ort: Splügen